# Combinación de marcas diacríticas
La combinación de marcas diacríticas es un bloque Unicode que contiene los caracteres de combinación más comunes. También contiene el carácter «ensamblador de grafema combinado», que evita el reordenamiento canónico de la combinación de caracteres y, a pesar del nombre, en realidad separa caracteres que de otro modo se considerarían un solo grafema en un contexto determinado. El nombre de su bloque en Unicode 1.0 era «Marcas diacríticas genéricas».

## Bloque
| Combinación de marcas diacríticas Tabla de códigos oficial del Consorcio Unicode (PDF) |    |    |    |   |   |   |   |   |   |   |   |   |    |    |    |     |
|                                                                                        | 0  | 1  | 2  | 3 | 4 | 5 | 6 | 7 | 8 | 9 | A | B | C  | D  | E  | F   |
| U+030x                                                                                 | ◌̀  | ◌́  | ◌̂  | ◌̃ | ◌̄ | ◌̅ | ◌̆ | ◌̇ | ◌̈ | ◌̉ | ◌̊ | ◌̋ | ◌̌  | ◌̍  | ◌̎  | ◌̏   |
| U+031x                                                                                 | ◌̐  | ◌̑  | ◌̒  | ◌̓ | ◌̔ | ◌̕ | ◌̖ | ◌̗ | ◌̘ | ◌̙ | ◌̚ | ◌̛ | ◌̜  | ◌̝  | ◌̞  | ◌̟   |
| U+032x                                                                                 | ◌̠  | ◌̡  | ◌̢  | ◌̣ | ◌̤ | ◌̥ | ◌̦ | ◌̧ | ◌̨ | ◌̩ | ◌̪ | ◌̫ | ◌̬  | ◌̭  | ◌̮  | ◌̯   |
| U+033x                                                                                 | ◌̰  | ◌̱  | ◌̲  | ◌̳ | ◌̴ | ◌̵ | ◌̶ | ◌̷ | ◌̸ | ◌̹ | ◌̺ | ◌̻ | ◌̼  | ◌̽  | ◌̾  | ◌̿   |
| U+034x                                                                                 | ◌̀  | ◌́  | ◌͂  | ◌̓ | ◌̈́ | ◌ͅ | ◌͆ | ◌͇ | ◌͈ | ◌͉ | ◌͊ | ◌͋ | ◌͌  | ◌͍  | ◌͎  | CGJ |
| U+035x                                                                                 | ◌͐  | ◌͑  | ◌͒  | ◌͓ | ◌͔ | ◌͕ | ◌͖ | ◌͗ | ◌͘ | ◌͙ | ◌͚ | ◌͛ | ◌͜◌ | ◌͝◌ | ◌͞◌ | ◌͟◌  |
| U+036x                                                                                 | ◌͠◌ | ◌͡◌ | ◌͢◌ | ◌ͣ | ◌ͤ | ◌ͥ | ◌ͦ | ◌ͧ | ◌ͨ | ◌ͩ | ◌ͪ | ◌ͫ | ◌ͬ  | ◌ͭ  | ◌ͮ  | ◌ͯ   |
| Notes 1. Como versión Unicode 15.1.                                                    |    |    |    |   |   |   |   |   |   |   |   |   |    |    |    |     |

## Tabla de caracteres
| Código | Glifo | Decimal | Descripción                                        |
| ------ | ----- | ------- | -------------------------------------------------- |
| U+0300 | ̀      | 768     | Acento grave combinado                             |
| U+0301 | ́      | 769     | Acento agudo combinado                             |
| U+0302 | ̂      | 770     | Circunflejo combinado                              |
| U+0303 | ̃      | 771     | Virgulilla combinada                               |
| U+0304 | ̄      | 772     | Macrón combinado                                   |
| U+0305 | ̅      | 773     | Barra alta combinada                               |
| U+0306 | ̆      | 774     | Breve combinado                                    |
| U+0307 | ̇      | 775     | Punto alto combinado                               |
| U+0308 | ̈      | 776     | Diéresis combinada                                 |
| U+0309 | ̉      | 777     | Garfio combinado                                   |
| U+030A | ̊      | 778     | Anillo combinado                                   |
| U+030B | ̋      | 779     | Acento agudo doble combinado                       |
| U+030C | ̌      | 780     | Carón combinado                                    |
| U+030D | ̍      | 781     | Línea vertical superior combinada                  |
| U+030E | ̎      | 782     | Línea vertical superior doble combinada            |
| U+030F | ̏      | 783     | Acento grave doble combinado                       |
| U+0310 | ̐      | 784     | Candrabindu combinado                              |
| U+0311 | ̑      | 785     | Breve invertido combinado                          |
| U+0312 | ̒      | 786     | Coma girada superior combinada                     |
| U+0313 | ̓      | 787     | Coma superior combinada                            |
| U+0314 | ̔      | 788     | Coma invertida superior combinada                  |
| U+0315 | ̕      | 789     | Coma derecha superior combinada                    |
| U+0316 | ̖      | 790     | Acento grave bajo combinado                        |
| U+0317 | ̗      | 791     | Acento agudo bajo combinado                        |
| U+0318 | ̘      | 792     | Hilvanado izquierdo bajo combinado                 |
| U+0319 | ̙      | 793     | Hilvanado derecho bajo combinado                   |
| U+031A | ̚      | 794     | Ángulo izquierdo alto combinado                    |
| U+031B | ̛      | 795     | Cuerno combinado                                   |
| U+031C | ̜      | 796     | Medio anillo izquierdo bajo combinado              |
| U+031D | ̝      | 797     | Hilvanado superior bajo combinado                  |
| U+031E | ̞      | 798     | Hilvanado inferior bajo combinado                  |
| U+031F | ̟      | 799     | Signo más inferior combinado                       |
| U+0320 | ̠      | 800     | Signo menos inferior combinado                     |
| U+0321 | ̡      | 801     | Gancho palatal inferior combinado                  |
| U+0322 | ̢      | 802     | Gancho retroflexivo inferior combinado             |
| U+0323 | ̣      | 803     | Punto bajo combinado                               |
| U+0324 | ̤      | 804     | Diéresis baja combinada                            |
| U+0325 | ̥      | 805     | Anillo bajo combinado                              |
| U+0326 | ̦      | 806     | Coma baja combinada                                |
| U+0327 | ̧      | 807     | Cedilla combinada                                  |
| U+0328 | ̨      | 808     | Ogonek combinado                                   |
| U+0329 | ̩      | 809     | Línea vertical baja combinada                      |
| U+032A | ̪      | 810     | Puente bajo combinado                              |
| U+032B | ̫      | 811     | Arco doble bajo invertido combinado                |
| U+032C | ̬      | 812     | Carón bajo combinado                               |
| U+032D | ̭      | 813     | Circunflejo bajo combinado                         |
| U+032E | ̮      | 814     | Breve bajo combinado                               |
| U+032F | ̯      | 815     | Breve bajo invertido combinado                     |
| U+0330 | ̰      | 816     | Virgulilla baja combinada                          |
| U+0331 | ̱      | 817     | Macrón bajo combinado                              |
| U+0332 | ̲      | 818     | Barra baja combinada                               |
| U+0333 | ̳      | 819     | Doble barra baja combinada                         |
| U+0334 | ̴      | 820     | Virgulilla superpuesta combinada                   |
| U+0335 | ̵      | 821     | Guion corto superpuesto combinado                  |
| U+0336 | ̶      | 822     | Guion largo superpuesto combinado                  |
| U+0337 | ̷      | 823     | Barra corta superpuesta combinada                  |
| U+0338 | ̸      | 824     | Barra larga superpuesta combinada                  |
| U+0339 | ̹      | 825     | Medio anillo derecho inferior combinado            |
| U+033A | ̺      | 826     | Puente inferior invertido combinado                |
| U+033B | ̻      | 827     | Cuadrado bajo combinado                            |
| U+033C | ̼      | 828     | Gaviota baja combinada                             |
| U+033D | ̽      | 829     | X alta combinada                                   |
| U+033E | ̾      | 830     | Virgulilla vertical combinada                      |
| U+033F | ̿      | 831     | Barra alta doble combinada                         |
| U+0340 | ̀      | 832     | Marca tonal grave combinada                        |
| U+0341 | ́      | 833     | Marca tonal aguda combinada                        |
| U+0342 | ͂      | 834     | Perispómenon griego combinado                      |
| U+0343 | ̓      | 835     | Koronis griego combinado                           |
| U+0344 | ̈́      | 836     | Tono griego diacrítico combinado                   |
| U+0345 | ͅ      | 837     | Subíndice iota (ypogegrammeni) griego combinado    |
| U+0346 | ͆      | 838     | Puente superior combinado                          |
| U+0347 | ͇      | 839     | Signo igual bajo combinado                         |
| U+0348 | ͈      | 840     | Barra vertical doble baja combinada                |
| U+0349 | ͉      | 841     | Ángulo izquierdo bajo combinado                    |
| U+034A | ͊      | 842     | No virgulilla alta combinada                       |
| U+034B | ͋      | 843     | Homotecia alta combinada                           |
| U+034C | ͌      | 844     | Casi igual alto combinado                          |
| U+034D | ͍      | 845     | Flecha a izquierda y derecha baja combinada        |
| U+034E | ͎      | 846     | Flecha hacia arriba baja combinada                 |
| U+034F | ͏      | 847     | Ensamblador de grafema combinado                   |
| U+0350 | ͐      | 848     | Cabeza de flecha derecha alta combinada            |
| U+0351 | ͑      | 849     | Medio anillo izquierdo alto combinado              |
| U+0352 | ͒      | 850     | Claderón combinado                                 |
| U+0353 | ͓      | 851     | X baja combinada                                   |
| U+0354 | ͔      | 852     | Cabeza de flecha izquierda baja combinada          |
| U+0355 | ͕      | 853     | Cabeza de flecha derecha baja combinada            |
| U+0356 | ͖      | 854     | Cabeza de flecha derecha y arriba altas combinadas |
| U+0357 | ͗      | 855     | Medio anillo derecho alto combinado                |
| U+0358 | ͘      | 856     | Punto alto derecho combinado                       |
| U+0359 | ͙      | 857     | Asterisco bajo combinado                           |
| U+035A | ͚      | 858     | Anillo doble bajo combinado                        |
| U+035B | ͛      | 859     | Zigzag alto combinado                              |
| U+035C | ͜      | 860     | Breve doble bajo combinado                         |
| U+035D | ͝      | 861     | Breve doble combinado                              |
| U+035E | ͞      | 862     | Macrón doble combinado                             |
| U+035F | ͟      | 863     | Macrón doble bajo combinado                        |
| U+0360 | ͠      | 864     | Virgulilla doble combinada                         |
| U+0361 | ͡      | 865     | Breve doble invertido combinado                    |
| U+0362 | ͢      | 866     | Flecha a la derecha larga baja combinada           |
| U+0363 | ͣ      | 867     | Letra A minúscula combinada                        |
| U+0364 | ͤ      | 868     | Letra E minúscula combinada                        |
| U+0365 | ͥ      | 869     | Letra I minúscula combinada                        |
| U+0366 | ͦ      | 870     | Letra O minúscula combinada                        |
| U+0367 | ͧ      | 871     | Letra U minúscula combinada                        |
| U+0368 | ͨ      | 872     | Letra C minúscula combinada                        |
| U+0369 | ͩ      | 873     | Letra D minúscula combinada                        |
| U+036A | ͪ      | 874     | Letra H minúscula combinada                        |
| U+036B | ͫ      | 875     | Letra M minúscula combinada                        |
| U+036C | ͬ      | 876     | Letra R minúscula combinada                        |
| U+036D | ͭ      | 877     | Letra T minúscula combinada                        |
| U+036E | ͮ      | 878     | Letra V minúscula combinada                        |
| U+036F | ͯ      | 879     | Letra X minúscula combinada                        |

## Historia
Los siguientes documentos relacionados con Unicode registran el propósito y el proceso de definir caracteres específicos en el bloque de combinación de marcas diacríticas:
| Version | Códigos                  | Cantidad | UTC ID       | L2 ID       | WG2 ID             | Documento |
| ------- | ------------------------ | -------- | ------------ | ----------- | ------------------ | --- |
| 1.0.0   | U+0300..0341             | 66       |              |             |                    | (por determinar) |
| 1.0.0   | U+0300..0341             | 66       |              |             | N3153 (pdf, doc)   | Umamaheswaran, V. S. (16 de febrero de 2007), «m49.1g», Unconfirmed minutes of WG 2 meeting 49 AIST, Akihabara, Tokyo, Japan; 2006-09-25/29, «Correct the glyphs for 0340 COMBINING GRAVE TONE MARK and 0341 COMBINING ACUTE TONE MARK to be the same as their canonical equivalent characters at 0300 and 0301 respectively.». |
| 1.0.0   | U+0300..0341             | 66       |              |             | N3353 (pdf, doc)   | Umamaheswaran, V. S. (10 de octubre de 2007), «M51.3c», Unconfirmed minutes of WG 2 meeting 51 Hanzhou, China; 2007-04-24/27, «Correction to the glyphs for 0333 and 0347». |
| 1.0.0   | U+0300..0341             | 66       |              | L2/08-287   |                    | Davis, Mark (4 de agosto de 2008), Public Review Issue #122: Proposal for Additional Deprecated Characters. |
| 1.0.0   | U+0300..0341             | 66       |              | L2/08-253R2 |                    | Moore, Lisa (19 de agosto de 2008), «Consensus 116-C13», UTC #116 Minutes, «Change the deprecated property by removing 0340, 0341, 17D3, and adding 0149, 0F77, 0F79, 17A4, 2329, 232A.». |
| 1.0.0   | U+0300..0341             | 66       |              | L2/16-178   |                    | Evans, Lorna; Keating, Patricia (6 de julio de 2016), Representative glyph and annotation additions for U+033B. |
| 1.0.0   | U+0300..0341             | 66       |              | L2/16-216   |                    | Anderson, Deborah; Whistler, Ken; McGowan, Rick; Pournader, Roozbeh; Glass, Andrew; Iancu, Laurențiu; Moore, Lisa (30 de julio de 2016), «18. Combining Diacritical Marks», Recommendations to UTC #148 August 2016 on Script Proposals.                                                                                        |
| 1.0.0   | U+0300..0341             | 66       |              | L2/16-203   |                    | Moore, Lisa (18 de agosto de 2016), «Consensus 148-C3», UTC #148 Minutes, «Change the glyph for U+033B COMBINING SQUARE BELOW to a horizontal rectangle as documented in L2/16-178.». |
| 1.0.1   | U+0344..0345             | 2        |              |             |                    | (por determinar) |
| 1.0.1   | U+0344..0345             | 2        | UTC/1999-017 |             |                    | Davis, Mark (2 de junio de 1999), Data cross-checks (for Agenda). |
| 1.0.1   | U+0344..0345             | 2        |              | L2/99-176R  |                    | Moore, Lisa (4 de noviembre de 1999), «Data Cross-Checks», Minutes from the joint UTC/L2 meeting in Seattle, June 8-10, 1999. |
| 1.0.1   | U+0344..0345             | 2        |              | L2/07-068   |                    | Muller, Eric (5 de febrero de 2007), Representation of Greek mute iota. |
| 1.0.1   | U+0344..0345             | 2        |              | L2/07-015   |                    | Moore, Lisa (8 de febrero de 2007), «Action item 110-A37», UTC #110 Minutes, «Create an FAQ on the Greek mute iota representation and casing issues.». |
| 1.0.1   | U+0344..0345             | 2        |              | L2/07-198   |                    | Hudson, John (1 de junio de 2007), Representation of Greek mute iota (response to L2/07-068). |
| 1.0.1   | U+0344..0345             | 2        |              | L2/07-263   |                    | Anderson, Deborah (7 de agosto de 2007), Input on Greek Mute Iota. |
| 1.1     | U+0342..0343, 0360..0361 | 4        |              |             |                    | (por determinar) |
| 3.0     | U+0346..034E, 0362       | 10       |              | L2/98-299   | N1845              | Everson, Michael (8 de septiembre de 1998), Additional IPA "disturbed speech" characters for the UCS. |
| 3.0     | U+0346..034E, 0362       | 10       |              | L2/98-372   | N1884R2 (pdf, doc) | Whistler, Ken (22 de septiembre de 1998), Additional Characters for the UCS. |
| 3.0     | U+0346..034E, 0362       | 10       |              | L2/98-329   | N1920              | Combined PDAM registration and consideration ballot on WD for ISO/IEC 10646-1/Amd. 30, AMENDMENT 30: Additional Latin and other characters, 28 de octubre de 1998. |
| 3.2     | U+034F                   | 1        |              | L2/00-274   | N2236              | Davis, Mark (9 de agosto de 2000), Proposal for addition of COMBINING GRAPHEME JOINER. |
| 3.2     | U+034F                   | 1        |              | L2/00-187   |                    | Moore, Lisa (23 de agosto de 2000), «Grapheme Joiner», UTC minutes -- Boston, August 8-11, 2000. |
| 3.2     | U+034F                   | 1        |              | L2/01-042   | N2317              | Everson, Michael (19 de enero de 2001), On the use of JOINERS in ligation. |
| 3.2     | U+034F                   | 1        |              | L2/01-050   | N2253              | Umamaheswaran, V. S. (21 de enero de 2001), «7.8 Proposal for addition of COMBINING GRAPHEME JOINER», Minutes of the SC2/WG2 meeting in Athens, September 2000. |
| 3.2     | U+034F                   | 1        |              | L2/00-324   |                    | Moore, Lisa (29 de enero de 2001), «Motion 85-M13», Minutes from UTC #85, San Diego. |
| 3.2     | U+034F                   | 1        |              | L2/01-344   | N2353 (pdf, doc)   | Umamaheswaran, V. S. (9 de septiembre de 2001), «7.14», Minutes from SC2/WG2 meeting #40 -- Mountain View, April 2001. |
| 3.2     | U+034F                   | 1        |              | L2/05-094   |                    | Hallissy, Bob; Priest, Lorna (18 de abril de 2005), Use of CGJ in Latin script diacritics. |
| 3.2     | U+034F                   | 1        |              | L2/05-108R  |                    | Moore, Lisa (26 de agosto de 2005), «C.7», UTC #103 Minutes. |
| 3.2     | U+0363..036F             | 13       |              | L2/00-061   | N2160              | Küster, Mark (2 de febrero de 2000), Proposal concerning combining diacritics for medievalistics [for Middle High German]. |
| 3.2     | U+0363..036F             | 13       |              | L2/00-330   | N2266              | Küster, Marc; Wojtovicz, Isabel (14 de septiembre de 2000), Diacritics for medieval studies. |
| 3.2     | U+0363..036F             | 13       |              | L2/01-050   | N2253              | Umamaheswaran, V. S. (21 de enero de 2001), «7.17 Diacritics for Medieval Studies», Minutes of the SC2/WG2 meeting in Athens, September 2000. |
| 4.0     | U+0350..0357             | 8        |              | L2/02-141   | N2419              | Everson, Michael (20 de marzo de 2002), Uralic Phonetic Alphabet characters for the UCS. |
| 4.0     | U+0350..0357             | 8        |              | L2/02-192   |                    | Everson, Michael (2 de mayo de 2002), Everson's Reply on UPA. |
| 4.0     | U+0350..0357             | 8        |              |             | N2442              | Everson, Michael; Kolehmainen, Erkki I.; Ruppel, Klaas; Trosterud, Trond (21 de mayo de 2002), Justification for placing the Uralic Phonetic Alphabet in the BMP. |
| 4.0     | U+0350..0357             | 8        |              | L2/02-291   |                    | Whistler, Ken (31 de mayo de 2002), WG2 report from Dublin. |
| 4.0     | U+0350..0357             | 8        |              | L2/02-292   |                    | Whistler, Ken (3 de junio de 2002), Early look at WG2 consent docket. |
| 4.0     | U+0350..0357             | 8        |              | L2/02-166R2 |                    | Moore, Lisa (9 de agosto de 2002), «Scripts and New Characters - UPA», UTC #91 Minutes. |
| 4.0     | U+0350..0357             | 8        |              | L2/02-253   |                    | Moore, Lisa (21 de octubre de 2002), «Consensus 92-C2», UTC #92 Minutes. |
| 4.0     | U+035D..035F             | 3        |              | L2/02-176   |                    | Whistler, Ken (7 de marzo de 2002), How to make "oo" with combining breve/macron over pair?. |
| 4.0     | U+035D..035F             | 3        |              | L2/02-204   | N2457              | Additional Double Diacritics, 10 de mayo de 2002. |
| 4.0     | U+035D..035F             | 3        |              | L2/02-166R2 |                    | Moore, Lisa (9 de agosto de 2002), «Combining Breve/macron over the oo Pair», UTC #91 Minutes. |
| 4.0     | U+035D..035F             | 3        |              | L2/02-367   |                    | Constable, Peter (30 de octubre de 2002), Double Combining Breve Below, Double Combining Macron. |
| 4.0     | U+035D..035F             | 3        |              | L2/03-142R  | N2594              | McGowan, Rick; Constable, Peter; Whistler, Ken (1 de julio de 2003), Proposal to encode combining double breve below. |
| 4.1     | U+0358                   | 1        |              | L2/97-148   | N1593              | Everson, Michael (27 de mayo de 1997), Proposal to add Latin characters by Latinized Taiwanese languages. |
| 4.1     | U+0358                   | 1        |              | L2/97-288   | N1603              | Umamaheswaran, V. S. (24 de octubre de 1997), «8.24.8», Unconfirmed Meeting Minutes, WG 2 Meeting # 33, Heraklion, Crete, Greece, 20 June - 4 July 1997. |
| 4.1     | U+0358                   | 1        |              | L2/98-089   | N1712R             | Comments on proposal to add Latin characters to Latinized Taiwanese languages, 18 de marzo de 1998. |
| 4.1     | U+0358                   | 1        |              | L2/98-286   | N1703              | Umamaheswaran, V. S.; Ksar, Mike (2 de julio de 1998), «8.26», Unconfirmed Meeting Minutes, WG 2 Meeting #34, Redmond, WA, USA; 1998-03-16--20. |
| 4.1     | U+0358                   | 1        |              | L2/02-348   | N2507              | Draft of Proposal to add Latin characters required by Latinized Taiwanese Holo language to ISO/IEC 10646, 31 de marzo de 2002. |
| 4.1     | U+0358                   | 1        |              | L2/03-317   | N2626              | Proposal on IPA Extensions & Combining Diacritical Marks for ISO/IEC 10646 in BMP, 27 de septiembre de 2003. |
| 4.1     | U+0358                   | 1        |              | L2/03-318   | N2628              | Proposal to add Combining Right Dot Above as required by Taiwanese Holo language Romanization to ISO/IEC 10646, 29 de septiembre de 2003. |
| 4.1     | U+0358                   | 1        |              | L2/03-339   | N2646              | Constable, Peter (8 de octubre de 2003), Comments on N2626, Proposal on IPA Extensions and Combining Diacritic Marks for ISO/IEC 10646 in BMP. |
| 4.1     | U+0358                   | 1        |              | L2/03-369   | N2669              | Comments on "Combining dot above", 20 de octubre de 2003. |
| 4.1     | U+0358                   | 1        |              | L2/04-076   | N2699              | Tai, Kaihsu; Chen, Pochung; Tan-Tenn, Henry (20 de octubre de 2003), Response to WG2-N2669. |
| 4.1     | U+0358                   | 1        |              | L2/03-372   | N2673              | Anderson, Deborah (22 de octubre de 2003), Comments on N2626, "Proposal on IPA Extensions & Combining Diacritic Marks for ISO 10646 in BMP". |
| 4.1     | U+0358                   | 1        |              | L2/04-107   | N2713              | Revised Proposal for encoding A Supplemented Set of IPA Combining Marks, Modifier Letters & Five-Degree Contour Tone Marks, 20 de marzo de 2004. |
| 4.1     | U+0358                   | 1        |              | L2/04-200   | N2770R             | Tai, Kaihsu; Chen, Pochung; Tan-Tenn, Henry (29 de mayo de 2004), Response to WG2-N2713 - Combining right dot above. |
| 4.1     | U+0359                   | 1        |              | L2/03-157   |                    | Pantelia, Maria (19 de mayo de 2003), Additional Beta Code Characters not in Unicode (WIP). |
| 4.1     | U+0359                   | 1        |              | L2/03-186R  | N2612-4            | Pantelia, Maria (11 de junio de 2003), Proposal to encode one additional combining diacritic in the UCS. |
| 4.1     | U+035A                   | 1        |              | L2/02-364   | N2630              | Glass, Andrew; Baums, Stefan; Salomon, Richard (29 de septiembre de 2003), Proposal to add one combining diacritic to the UCS. |
| 4.1     | U+035B                   | 1        |              | L2/03-219   | N2597              | Proposal to encode one combining character in the UCS, 25 de junio de 2003. |
| 4.1     | U+035C                   | 1        |              | L2/02-031   |                    | Anderson, Deborah (21 de enero de 2002), TLG Miscellanea Proposal. |
| 4.1     | U+035C                   | 1        |              | L2/02-033   |                    | Anderson, Deborah (21 de enero de 2002), TLG Unicode Proposal (draft). |
| 4.1     | U+035C                   | 1        |              | L2/02-053   |                    | Anderson, Deborah (4 de febrero de 2002), Description of TLG Documents. |
| 4.1     | U+035C                   | 1        |              | L2/02-273   |                    | Pantelia, Maria (31 de julio de 2002), TLG Unicode Proposal. |
| 4.1     | U+035C                   | 1        |              | L2/02-287   |                    | Pantelia, Maria (9 de agosto de 2002), Proposal Summary Form accompanying TLG Unicode Proposal (L2/02-273). |
| 4.1     | U+035C                   | 1        |              | L2/02-312R  |                    | Pantelia, Maria (7 de noviembre de 2002), Proposal to encode additional Greek editorial and punctuation characters in the UCS. |
| 4.1     | U+035C                   | 1        |              | L2/03-324   | N2642              | Pantelia, Maria (6 de octubre de 2003), Proposal to encode additional Greek editorial and punctuation characters in the UCS. |
|         |                          |          |              |             |                    | |